# Богданов, Владимир (правозащитник)
Владимир Богданов (латыш. Vladimirs Bogdanovs; 1946 — 18 октября 2016) — латвийский правозащитник. Единственный житель Латвии, кто отказался стать латвийским негражданином — получать фиолетовый паспорт. 

## Биография
Был одним из основателей Латвийского комитета по правам человека. Успешно оспорил десятки неправомерных и незаконных исков о выселении жильцов из квартир.
В 2002 г. суд принял решение выселить его семью за долги по квартпалте, которые он создал принципиально, протестуя против «грабительских» тарифов. Попытки выселения правозащитника вызывали протесты людей, сам Владимир Богданов объявил голодовку, в 2004 г. голодал 56 дней, впал в кому и был госпитализирован. После продолжительного лечения потерял здоровье, у него были парализованы ноги
Был арестован за организацию акций протеста. Латвийский комитет по правам человека признал его узником совести..